# Carl Fischer (Lithograf)
Carl Fischer (auch: Karl Fischer; * 1809; † 1874) war ein deutscher Lithograf, Maler und Bildnismaler.

## Leben

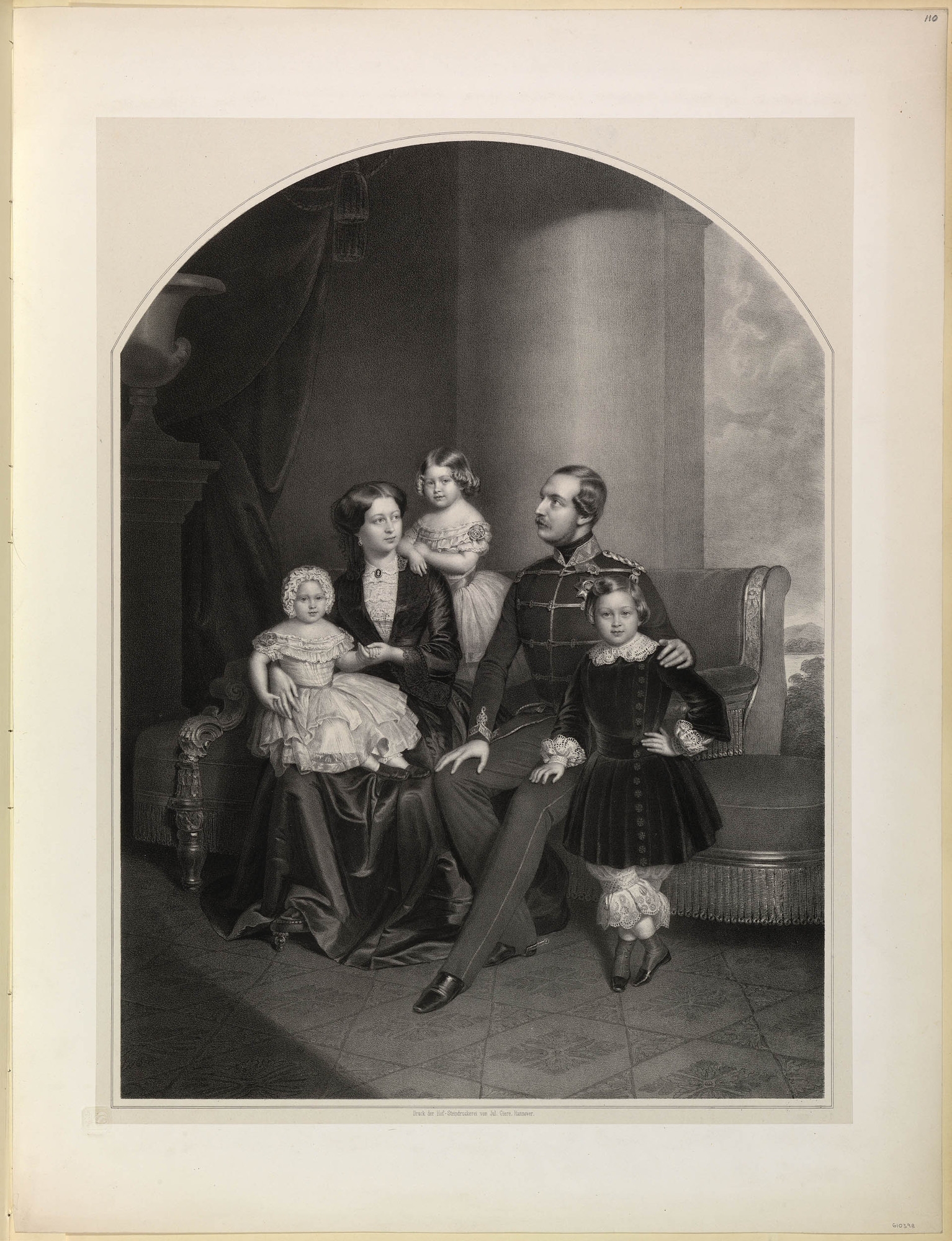
Die Königlich Hannoversche Familie;
um 1851; Lithografie von Carl Fischer; Druck der Hof-Steindruckerei Julius Giere, Hannover

Über Fischer sind eine Reihe genealogischer Daten bekannt, darunter die seiner Ehefrau Louise Couard (1819–1903), Tochter des Predigers an der St. Georgenkirche zu Berlin, Christian Ludwig Couard (1793–1865).
Fischer war von 1830 bis 1860 in Berlin tätig, dort unter anderem für das Königliche Lithographische Institut. In seiner Berliner Zeit stellte er zwischen 1835 und 1844 verschiedentlich in der Königlichen Preußischen Akademie der Künste und Mechanischen Wissenschaften aus.

## Bekannte Werke (Auswahl)
- In der Kunstsammlung der britischen Königsfamilie, der Royal Collection, finden sich folgende Stücke Fischers:
  - um 1848: Ernst August, Erbprinz von Hannover mit Friederike Prinzessin von Hannover; nach einer Zeichnung von Conrad L’Allemand, Verlag von C. Schrader’s Hofkunsthandlung, Druck von L. Sachse & Co., Berlin; 43,0 × 32,0 cm auf Blattgröße 57,5 × 42,5 cm[4]
  - zwischen 1851 und 1860: König Georg. V. von Hannover auf einem Sofa mit seiner Ehefrau Marie von Sachsen-Altenburg, Königin von Hannover und ihren drei Kindern Kronprinz Ernst August, Prinzessin Friedrike von Hannover und Prinzessin Marie von Hannover und Cumberland; Druck der Hof-Steindruckerei von Julius Giere, Hannover; Bildmaße 57,7 × 43,4 cm auf 70,2 × 53,0 cm Blattgröße[5]